# هروه لومدت
هروه لومدت (انگلیسی: Hervé Lhommedet؛ زادهٔ ۲۸ سپتامبر ۱۹۷۳) بازیکن فوتبال اهل فرانسه است.